# Andrej Mesin
Andrej Anatoljewitsch Mesin (belarussisch Андрэй Анатольевіч Мезін, russisch Андрей Анатольевич Мезин/Andrei Anatoljewitsch Mesin, engl. Transkription Andrei Mezin; * 8. Juli 1974 in Tscheljabinsk, Russische SFSR) ist ein ehemaliger belarussisch-russischer Eishockeytorwart, der zuletzt beim HK Awangard Omsk aus der Kontinentalen Hockey-Liga unter Vertrag stand, und seit Herbst 2014 als Eishockeytorwarttrainer arbeitet.

## Karriere
Andrej Mesin begann seine Karriere als Eishockeyspieler in Nordamerika bei Roanoke Express, für das er in der Saison 1993/94 sein Debüt im professionellen Eishockey in der East Coast Hockey League gab. Bei seinem einzigen Saisoneinsatz ließ er in 18 Minuten ein Tor bei drei Schüssen zu. Von 1995 bis 1998 stand der Torwart bei den Flint Generals in der Colonial Hockey League bzw. nach deren Umbenennung zur Saison 1997/98 in der United Hockey League zwischen den Pfosten. Parallel kam er in diesem Zeitraum vereinzelt zu Einsätzen für die Fort Wayne Komets, Las Vegas Thunder und Detroit Vipers in der International Hockey League, sowie die Rochester Americans in der American Hockey League. Im Anschluss an die Olympischen Spiele 1998 wurde er zudem erstmals zu Belarus Spieler des Jahres gewählt.
Zur Saison 1998/99 wechselte Mesin zu den Nürnberg Ice Tigers aus der Deutschen Eishockey Liga. Dort konnte er auf Anhieb als Stammtorwart überzeugen und führte seine Mannschaft in das Playoff-Finale, in dem sie in der Best-of-Five-Serie knapp mit 2:3 Siegen den Adler Mannheim unterlag. Anschließend wurde er zum zweiten Mal zum belarussischen Spieler des Jahres gewählt. In den folgenden drei Spielzeiten stand er für Nürnbergs Ligarivalen Berlin Capitals auf dem Eis. Nachdem diese aufgrund finanzieller Probleme aus der DEL ausgeschlossen wurden, wechselte er zu Ak Bars Kasan in die russische Superliga. Dort konnte er sich allerdings nicht durchsetzen und bestritt in der Saison 2002/03 nur ein einziges Spiel. Zur folgenden Spielzeit unterschrieb der Belarusse mit russischem Pass einen Vertrag beim HC České Budějovice aus der tschechischen Extraliga. Mit seiner Mannschaft musste er am Saisonende den Abstieg in die zweitklassige 1. Liga hinnehmen.
Zur Saison 2004/05 wurde Mesin vom SKA Sankt Petersburg verpflichtet. Dort konnte er sich im zweiten Anlauf in der Superliga durchsetzen und wies bei seinen 42 Einsätzen einen Gegentorschnitt von 2,58 pro Spiel auf. Anschließend wurde er erneut zum Spieler des Jahres aus Belarus gewählt. Von 2005 bis 2007 spielte er für dessen Ligarivalen Salawat Julajew Ufa, bei dem er regelmäßig einen Schnitt von unter zwei Gegentoren pro Spiel aufwies und 2006 mit seiner vierten Auszeichnung zum belarussischen Spieler des Jahres belohnt wurde. Anschließend erhielt er einen Vertrag beim Spitzenverein und amtierenden russischen Meister HK Metallurg Magnitogorsk. Bei diesem konnte er sich vor allem in der Saison 2007/08 in Szene setzen und wies in der Hauptrunde in 35 Spielen einen Schnitt von 1,84 Gegentoren pro Spiel, sowie eine Fangquote von 93,2 Prozent auf. In der folgenden Spielzeit nahm er mit Metallurg an der neu gegründeten Kontinentalen Hockey-Liga teil. Auf europäischer Ebene belegte er 2009 mit Metallurg den zweiten Platz in der erstmals ausgetragenen Champions Hockey League, in deren Finale er mit Metallurg dem Schweizer Verein ZSC Lions unterlag.
Zur Saison 2009/10 wechselte Mesin innerhalb der KHL zum HK Dinamo Minsk. Auch dort konnte er auf Anhieb als Stammtorwart überzeugen und nahm am KHL All-Star Game auf Seiten der russischen Auswahl des Team Jaschin teil. In der folgenden Spielzeit führte er Dinamo Minsk erstmals in die Playoffs um den Gagarin Cup. In diesen unterlag Minsk in der ersten Runde Lokomotive Jaroslawl in der Best-of-Seven-Serie knapp mit 3:4 Siegen.
Nach drei Spielzeiten bei Dinamo Minsk verließ Mesin den Klub im Juni 2012 und war zunächst vereinslos. Im September 2012 erhielt er einen Vertrag beim HK Traktor Tscheljabinsk aus seiner Geburtsstadt. Nach Ende der Saison 2012/13 war er zunächst vereinslos, ehe er im Oktober 2013 vom HK Awangard Omsk verpflichtet wurde. In der KHL 2013/14 absolvierte Mesin 16 Meisterschaftsspiele und konnte mit dem Team den Nadeschda-Pokal des Jahres 2014 gewinnen. Nachdem er am Ende der Saison ohne Verein war, betätigte er sich im Herbst 2014 bereits als Eishockeytorwarttrainer der belarussischen Eishockeynationalmannschaft und gab mit 23. Februar 2015 sein offizielles Karriereende als Aktiver bekannt.

### International
Für Belarus nahm Mesin an den B-Weltmeisterschaften 2002 und 2004, sowie den A-Weltmeisterschaften 1998, 1999, 2000, 2001, 2003, 2005, 2006, 2007, 2009 und 2010 teil. Zudem stand er im Aufgebot Belarus bei den Olympischen Winterspielen 1998 in Nagano, 2002 in Salt Lake City und 2010 in Vancouver.
Bei den internationalen Turnieren gehörte Mesin nicht nur regelmäßig zu den besten Spielern seiner Mannschaft, sondern auch bei den Turnieren insgesamt. Bei der Weltmeisterschaft der Division I 2002 hatte er mit der höchsten Fangquote und dem niedrigsten Gegentorschnitt aller Torwärte der Gruppe A entscheidenden Anteil am direkten Wiederaufstieg in die Top Division. Bei der A-WM 2005 konnte er sich in diesen beiden Kategorien auch gegen die besten Torwärte der Welt durchsetzen. Bei den Weltmeisterschaften 2006, 2009 und 2010 gehörte er jeweils zu den besten drei Spielern Belarus. Vor allem bei der WM 2009 konnte er überzeugen und wurde in das All-Star Team der Weltmeisterschaft sowie zum besten Torwart gewählt.

### Als Trainer
Zwischen 2015 und 2017 war er Torwarttrainer beim HK Dinamo Minsk. Parallel arbeitete er als Torwarttrainer respektive Assistenztrainer bei der belarussischen Nationalmannschaft.
In der Saison 2018/19 war Mesin Assistenztrainer beim HK Traktor Tscheljabinsk, anschließend kehrte er als Torwarttrainer zu Dinamo Minsk zurück.

## Erfolge und Auszeichnungen
| - 1998 Belarus’ Eishockeyspieler des Jahres - 1999 Belarus’ Eishockeyspieler des Jahres - 2005 Belarus’ Eishockeyspieler des Jahres - 2006 Belarus’ Eishockeyspieler des Jahres | - 2008 IIHF-European-Champions-Cup-Gewinn mit dem HK Metallurg Magnitogorsk - 2009 Spengler-Cup-Gewinn mit dem HK Dinamo Minsk - 2009 All-Star-Team des Spengler Cup - 2010 KHL All-Star Game |

### International
- 2004 Aufstieg in die Top Division bei der Weltmeisterschaft der Division I
- 2006 All-Star-Team der Weltmeisterschaft
- 2009 Bester Torhüter der Weltmeisterschaft
- 2009 All-Star-Team der Weltmeisterschaft